# 蔡愔
蔡愔（？—？），漢明帝時人物，官至中郎將。与佛教有关，曾往天竺求佛取經。
漢明帝为了提倡佛教，派遣蔡愔、秦景、王遵等十八人到印度。蔡愔一行前往大月氏（今阿富汗），在中天竺遇见迦葉摩騰和竺法蘭。永平十年（67年）蔡愔與攝摩騰、竺法蘭返抵洛陽，明帝建白馬寺，由攝摩騰和竺蘭共同譯出《四十二章经》。